# Живко Джуранов
Живко Савов Джуранов е български актьор.

## Образование
Роден е на 13 септември 1982 г. От първи до осми клас учи в 145 СОУ „Симеон Радев“ в София. По-късно посещава театрална студия „Игра“ с ръководител Петър Върбанов. Завършва Първа английска езикова гимназия, след което учи две години журналистика в Софийски университет „Св. Климент Охридски“, докато не бива приет в НАТФИЗ „Кръстьо Сарафов“.
Завършва през 2007 г. със специалност Актьорско майсторство за куклен театър в класа на професор Дора Рускова.

## Актьорска кариера
Играе в „Жажда“ в Младежкия театър, спектакъл, който е дипломен за неговия клас. В Държавен куклен театър Пловдив играе в „Малкият принц“ и „Едип. Празникът на ослепяването“. Има малка роля в „Римска баня“ на Сатиричния театър. През 2012 г. се снима в сериала „Сутрешен блок“ на TV7 и изпълнява ролята Александър Хаджибеломорски. През 2015 г. има роля във филма „Момичето от НиЗката Земя“.
През 2011 г. се присъединява към трупата за импровизационен театър ХаХаХа Импро Театър.

## Кариера на озвучаващ актьор
Първият филм, за който дава гласа си, е „Хари Потър и Стаята на тайните“ през 2002 г. Занимава се по-активно с озвучване на филми и сериали от 2006 г.
Озвучените от него герои във филми и сериали са Чаудър в „Къща-чудовище“ (дублажи на Александра Аудио и bTV), Бетамеш в „Артур и минимоите“, Уилбър Робинсън в „Семейство Робинсън“, Бобъл в поредицата „Камбанка“, Флапджак във „Невероятните неприключения на Флапджак“, Фърб във „Финиъс и Фърб“, Уайби в „Коралайн“ (дублаж на Александра Аудио), Дъг във „В небето“, Фил във „Скок-подскок“ (дублаж на Александра Аудио), Непохватният смърф в двата филма на поредицата „Смърфовете“, Тиодор Севил във „Алвин и чипоносковците: Голямото чипоключение“, Ратчет във „Ратчет и Кланк“, Пъгсли в „Семейство Адамс“, Професор Мармалад във „Лошите момчета“, Кокозайо във „Кокозайо и Хамстерът на мрака“ и други.
Той е официалния глас на Порки Пиг в поредицата „Шантави рисунки“ за България.
| Актьор               | Заглавия | Роли                                                                  |
| -------------------- | --- | --------------------------------------------------------------------- |
| Алегзандър Полински  | Животът и приключенията на Джунипър Лий (дублаж на студио 1+1) Батман: Смели и дръзки Бен 10: Извънземна сила Бен 10: Ултра-извънземен Бен 10: Омнивърс | Денис Лий Гнорт Гнийсмакър Арджит                                     |
| Антон Йелчин         | Между два живота Смърфовете Смърфовете 2 | Дориан Спиц Непохватният смърф                                        |
| Били Уест            | Футурама Кръстовище в джунглата (нахсинхронен дублаж) 7 Д Шантави рисунки: Бягството на заека | Филип Джей Фрай Слониван Срамежливко Елмър Фъд                        |
| Боб Бъргън           | Шоуто на Шантавите рисунки Шантави рисунки: Бягството на заека (дублаж на студио Доли) Новите шантави рисунки Шантави рисунки-мисунки | Порки Пиг                                                             |
| Грег Сайпс           | Уич (дублажи на bTV и в първи сезон на Медиа Линк) Костенурките нинджа (дублаж на TV7) | Кейлъб Микеланджело                                                   |
| Данте Баско          | Американски дракон: Джейк Лонг Огнедишащият | Джейк Лонг Кени Роджърс                                               |
| Джейк Ти Остин       | Магьосниците от Уейвърли Плейс (дублаж на Медиа Линк) Магьосниците от Уейвърли Плейс: Филмът | Макс Русо                                                             |
| Джеймс Арнолд Тейлър | Джони Тест (нахсинхронен дублаж на студио Доли и дублаж на Про Филмс) Ратчет и Кланк | Джони Тест Ратчет                                                     |
| Джес Харнел          | Шоуто на Шантавите рисунки Шантави рисунки: Бягството на заека (дублаж на студио Доли) | Къртикът Тош                                                          |
| Джеф Бенет           | Самурай Джак Батман: Смели и дръзки Фенбой и Чам Чам Пале боец (дублаж на студио Про Филмс, в повечето епизоди е Ненчо Балабанов) Къщата на Шумникови | Аналитик Жокера Бууг Кезуик Тренер Паковски                           |
| Джими Фалън          | Артур и минимоите Артур и отмъщението на Малтазар Артур и войната на двата свята | Бетамеш                                                               |
| Дон Месик            | Скуби-Ду и братята Бу Скуби-Ду: Училище за духове (втори дублаж на Александра Аудио) | Скрапи-Ду                                                             |
| Дрейк Бел            | Твоите, моите и нашите (дублаж на TV7) Кръстници вълшебници – Филмът: Тими Търнър, порасни! Доста странна Коледа Чудовищна забава | Дилън Норт Тими Търнър Анди                                           |
| Едуард Аснър         | Супермен: Анимационният сериал (дублаж на Медиа Линк) Уич | Баба Доброта Наполеон                                                 |
| Карлос Алазраки      | Животът и приключенията на Джунипър Лий (дублаж на студио 1+1) Лагерът Ласло | Помощник елф Ласло                                                    |
| Криспин Глоувър      | Ловен сезон 2 (дублаж на Про Филмс) Ловен сезон 3 | Фифи                                                                  |
| Кристофър Кори Смит  | Монсуно Финиъс и Фърб (дублаж на студио Доли) | Брен Люк Скайуокър                                                    |
| Майкъл Ди Коен       | Опасния Хенри Приключенията на опасното хлапе | Шуоз                                                                  |
| Мартин Шорт          | Тримата бегълци (дублаж на TV7) Принцът на Египет (дублаж на студио Доли) Последният човек на Земята | Нед Пери Хюи Мъжът с джипа                                            |
| Мел Бланк            | Часовникът тиктака Веселият капан на Порки Шоуто на Дафи Дък (дублаж на VMS) Кой натопи заека Роджър (дублаж на БНТ) | Порки Пиг                                                             |
| Ноа Мънк             | i-Карли Ники Дюс Мошеници | Гиби Гибсън Ники Дюс Дарън Вейдър                                     |
| Роб Полсън           | Тазмания (дублаж на Медиа Линк) Кръстници вълшебници (дублаж на студио Доли) Самурай Джак Американски дракон: Джейк Лонг Бен 10 Камбанка Камбанка и изгубеното съкровище Камбанка и спасяването на феите Камбанка и игрите на феите Камбанка и тайната на крилете Камбанка и феята пират | Франсис Екс Бушлад Крал на Югопотамия Кол Ламкин Младоженец Охо Бобъл |
| Сет Грийн            | Рекетьорите Семейният тип Финиъс и Фърб (в някои епизоди е Ненчо Балабанов) Жълтото пиле | Джони Марбълс Крис Грифин Монти Монограм Жълтото пиле                 |
| Скот Менвил          | Капитан Планета (дублаж на VMS) Супермен: Анимационният сериал (дублаж на Медиа Линк) Бен 10: Ултра-извънземен Бен 10: Омнивърс Супер Марио Bros.: Филмът | Мати Кени Брейвърман Джими Джоунс Драй Боунс                          |
| Том Кени             | Скуби-Ду: Легенда за вампира (дублаж на Александра Аудио) Батман: Смели и дръзки Щурият Бутовски Кларънс | Сторми Уедър Бебешкото лице Кайл Сумо                                 |
| Тони Джей            | Супермен: Анимационният сериал (дублаж на Медиа Линк) Великите патета | Сул-Ван Рейт                                                          |

## Филмография
- „Сутрешен блок“ (2012)
- „Момичето от НиЗката Земя“ (2015)
- „Smart Коледа“ (2018) – елфът Страхливко
- Живи комини (2018) - Кирцата
- „Можеш ли да убиваш“ (2019) – Серго
- „Златната ябълка“ (2020) – Бран[5]
- „Татковци“ (2021) – Съби Цонев

## Награди
През 2010 г. печели първата награда „Сивина“ (кръстена на покойната актриса Сивина Сивинова) за млад куклен актьор за изпълнението си на главната роля в „Малкият принц“. В категорията е номиниран заедно с Алекс Илиева за „Цар Дроздобрад“ и Георги Тенев за „Магьосникът от Оз“.

## Други дейности
Джуранов участва в различни събития на „Пощенска кутия за приказки“.

## Личен живот
Към 2016 г. е обвързан.